# إجراء إداري
الإجراء الإداري هو قرار غير قضائي وقد يشمل في بعض الحالات ، عقوبات بأشكال مختلفة. يتم إجراؤها عادة من قبل المؤسسات الحكومية أو العسكرية.
ومثال عليها في البيئة العسكرية ، يعتبر «كابتن ماست» ، الذي يحتجزه الضابط القائد لوحدة البحرية الأمريكية ، أحد هذه الإجراءات الإدارية. نتيجة للإجراءات ، قد يفرض القائد عقوبة غير قضائية على أعضاء القيادة.
إدارات أخرى مختلفة من الحكومة (على سبيل المثال، قسم تنظيم السيارات وتلوث الهواء والممارسات الحرجية، أو العقارات وكلاء البيع) قد تفرض غرامات أو إلغاء تصاريح أو تراخيص على الأشخاص أو الشركات لأعمال لجنة أو إغفال وجد أن انتهاك التشغيل أو السماح أو الإبلاغ أو القواعد الأخرى. وعادة ما تصاغ مثل هذه القواعد في محددة من قبل السلطة الإدارية تحت سلطة عامة ثابتة ومحدودة بسبب النظام الأساسي.
قد تكون هناك مسارات إضافية للاستئناف القضائي في بعض الحالات ، بشرط استنفاد جميع مسارات الاستئناف الداخلية للمجموعة الإدارية. ، بشكل عام ، لا تستند هذه الطعون عادةً إلى تحديد الحقيقة (ما لم يُسمح بتقديم الأدلة ذات الصلة ) ، ولكن بالأحرى على بعض النظرية القانونية القائلة بأن الهيئة الإدارية تجاوزت سلطتها القانونية ، أو أن الهيئة الإدارية لم تتبع قواعد الإجراءات الخاصة بها ، أو أن قانون التفويض نفسه أو القواعد المشتقة لاحقًا معيبة بطريقة ما ، من أجل على سبيل المثال من خلال كونه انتهاكًا غير دستوري لبعض الحقوق الدستورية. في هذه الحالات قد تكون حالة حبسه للسلطة لمزيد من الفحص وتقرير بموجب القواعد الجديدة التي وضعتها المحكمة أو قرار إداري قد أعلنت لاغية وباطلة مع التحيز.